# Josef Wünsch
Josef Wünsch (29. června 1842, Rokycany - 20. listopadu 1907, Plzeň) byl český středoškolský profesor a cestovatel, objevitel pramenů Tigridu. V letech 1874-80 podnikal během prázdnin cesty po Evropě. Na podzim 1881 odjel na dvouletou výpravu na Korfu, do Egypta, Svaté země, Sýrie a Malé Asie. Objevil nápis v klínovém písmu, odhalil pramen východního Tigridu a prozkoumal jeho horní tok. Poté se vrátil k učitelskému povolání v Jičíně a Plzni. V srpnu 1905 věnoval značný majetek na podporu českých studentů, zejména z Rokycanska. Knižně i v časopisech uveřejnil několik vědeckých prací a množství populárních cestopisů.

## Život

### Studium, zaměstnání a první cesty
Absolvoval reálku v Rokycanech, gymnázia v Plzni a na Novém Městě v Praze a tři roky navštěvoval pražskou filosofickou fakultu. Poté získal zaměstnání jako suplent na akademickém gymnáziu, kvůli plicnímu onemocnění ale musel místo opustit. Poté určitou dobu vyučoval na gymnáziích v Rokycanech a Slaném. Roku 1872 si doplnil zkoušky z moderní filosofie a byl přijat jako profesor na učitelském ústavu v Jičíně.
Prázdniny využíval k cestování. Roku 1874 se podíval do Německa, Dánska a Švédska, o rok později do Rakouska a Turecka a následujícího roku do Itálie, Sardinie a Tuniska včetně Kartága. Roku 1879 uskutečnil cestu do Dalmácie, Černé Hory a Bosny, v roce 1880 do Rakouska, Rumunska a Bulharska. Reportáže uveřejňoval v řadě českých časopisů.

### Výprava na Blízký východ 1881–83
V roce 1881 si vzal roční dovolenou, s původním cílem podívat se na Saharu, do Alžírska a Maroka. Později svůj plán rozšířil. Na radu Vojty Náprstka se zaměřil na tehdy nedostatečně prozkoumanou oblast Arménie a Kurdistánu. V přípravě mu po odborné stránce pomohli Heinrich Kiepert, profesor berlínské univerzity, a Robert Doudlebský ze Sterneku, rakouský geodet, kartograf a astronom.
S podporou spolku Svatobor, c. k. ministerstva vyučování a c. k. zeměpisného ústavu ve Vídni odjel na podzim 1881 na Korfu, odkud pokračoval do Egypta. Tam strávil zimu. V březnu 1882 se vydal do Svaté země a Sýrie. S německou archeologickou výpravou cestoval z Bejrútu do Alexandretty (İskenderun) a k vesnici Kjachty (zřejmě Kahta) na břehu Eufratu. Tam se od nich odpojil a soustředil se na mapování. Nejprve nakrátko vystoupil do hor, pak po toku Eufratu postupoval k východu přes město Malatya do Harputu (provincie Elâzığ). Následně mapoval oblast Dersim (dnes Tuncelská provincie) mezi Východním a Západním Eufratem. V dalším průzkumu mu zabránilo kurdské povstání.
19. července 1882 dojel do města Erzurum, střediska turecké Arménie. Setkal se tam s ruským konzulem, se kterým pak společně odjeli k jezeru Van. Odtud se pak přes Erzurum a Trabzon vrátil do Istanbulu, kde strávil další zimu (dovolenou si musel prodloužit o rok).
V dubnu 1883 se vydal přes Batumi, Tbilisi a Jerevan do Vanu. Na hoře Ašrut Dağ (?) našel zachovalý nápis v klínovém písmu, který opsal a poslal k rozluštění profesoru Müllerovi z vídeňské univerzity. Poté se soustředil na průzkum pramenů Tigridu. Zjistil, že Východní Tigris pramení ve výšce 3170 m na svahu hory Karamürük. Později na jih od jezera Gölcük objevil i pramen Západního Tigridu. Nakonec zkoumal a upřesňoval mapy horního toku Eufratu. Podařilo se mu zaznamenat území o rozloze úctyhodných 20 tisíc km2, přičemž si všímal i místního národopisu.

### Po návratu
Do Evropy odplul z přístavu Trabzon. V Čechách se vrátil na původní místo, jako profesor v Jičíně. Roku 1886 se stal profesorem české státní průmyslové školy v Plzni. Roku 1890 navštívil Černou Horu, o rok později poskytl materiály pro zeměpisnou výstavu ve Vídni. Roku 1902 odešel do důchodu.
29. srpna 1905 založil několik nadací, do nichž vložil především parcelu „Příčka“ č. 1087 na Říšském Předměstí v Plzni o rozloze 6000 čtverečních sáhů a hodnotě asi 100 tisíc korun. Z výtěžku měla být financovaná stipendia pro jeho příbuzné, obyvatele Rokycan a další studenty, pod podmínkou, že jsou české národnosti, hovoří plynně česky a na obecné škole dosahují nadprůměrných výsledků. Pro případ, že by český jazyk v budoucnu zanikl, měly být prostředky použity na provoz sirotčince nebo chorobince v Rokycanech. Správcem nadace a navrhovatelem stipendií určil rokycanskou městskou radu. Městské zastupitelstvo mu za tento mimořádný čin slavnostně poděkovalo a jmenovalo ho čestným občanem.
Zemřel v Plzni, pohřben byl v Rokycanech.

## Dílo
Od studentských let skládal básně. Později se zaměřil na zprávy z cest, které vycházely v časopisech Lumír, Světozor, Květy a Osvěta. Odborné práce publikoval v c. k. zeměpisné společnosti ve Vídni. Knižně vydal:
- Po souši a po moři (1880)
- Pompeje a Pompejané (1880)
- Z blízka a z dáli (1887)
- Mimochodem: příhody a nehody z cest (1891)

Patřil k průkopníkům žánru cestopisů v Čechách. V pracích je znát jeho obsáhlá vzdělanost, historický rozhled a detail v líčení kultury, přírody a hospodářství navštívených zemí. Své cesty popisoval poutavým fejetonistickým stylem.